# Plaosan (Krucil)
Plaosan is een bestuurslaag in het regentschap Probolinggo van de provincie Oost-Java, Indonesië. Plaosan telt 2746 inwoners (volkstelling 2010).